# SMS Stein
SMS Stein byla korveta třídy Bismarck postavená pro Císařské loďstvo (německy Kaiserliche Marine) v roce 1879.

## Kariéra
SMS Stein sloužila jako cvičná loď pro kadety a mužstvo. Jedním ze studentů byl i pozdější velitel Abwehru, admirál Wilhelm Canaris. Roku 1897 SMS Stein působil spolu s SMS Charlotte na Haiti, aby zde hájil německé zájmy.